# Емі Томпсон
Емі Томпсон (англ. Amie Thompson, 31 січня 1996) — австралійська синхронна плавчиня. Учасниця літніх Олімпійських ігор 2016, де в групових вправах її збірна посіла 8-ме місце